# Black Bird
Black Bird (ブラックバード, Burakku Bādo) é uma mangá shōjo escrito e ilustrado por Kanoko Sakurakoji.

## Recepção
Em 2009, Black Bird ganhou o 54º Shogakukan Manga Award na categoria shōjo. O sexto volume do mangá ficou em 12º lugar no Japanese Comic Rankings entre 28 de outubro e 3 de novembro de 2008. O sétimo volume ficou em 4º lugar na primeira semana, vendendo 75.689 cópias. O oitavo volume ficou em 3º lugar na primeira semana e caiu para 27º na segunda semana de publicação. O volume 9 de Black Bird vendeu um total de 100.014 em suas duas primeiras semanas de publicação, estreando em 11º lugar nas paradas, caindo para 20º lugar em sua segunda semana. O décimo volume da série estreou nas paradas da Oricon em 14º lugar, vendendo um total de 51.172 cópias. O primeiro volume foi classificado em 4º na seção de mangá da lista de mais vendidos do New York Times em 3 de setembro de 2009. O segundo volume foi classificado em 7º em 26 de novembro de 2009, 9º em 3 de dezembro de 2009 e 8º em 7 de janeiro de 2010. De acordo com a ICv2, Black Bird foi a sexta série de mangá mais vendida nos Estados Unidos em 2011.
Casey Brienza da Anime News Network elogia a edição em inglês do mangá por ser "divertida e sexy. Bom se você quiser colocar suas sensibilidades críticas em neutro com algo trashy", no entanto, ela critica o mangá com o comentário "é horizontes criativos são como um ripper de corpete. Não espere a próxima obra-prima moderna de mangá. Katherine Dacey, escrevendo para a The Manga Critic, critica Misao por não se defender mesmo quando "demônios cortam sua garganta, envenenam-na, empurram-na de telhados e a jogam contra paredes". Dacey comenta que "os leitores mais jovens podem achar [Kyo] sexy, mas os leitores mais velhos o verão pelo que ele é: um lobo em roupas de cavaleiro, posando como o salvador de Misao enquanto a manipula para seus próprios interesses egoístas."